# Коромандельський берег

Коромандельський берег на карті Індії.

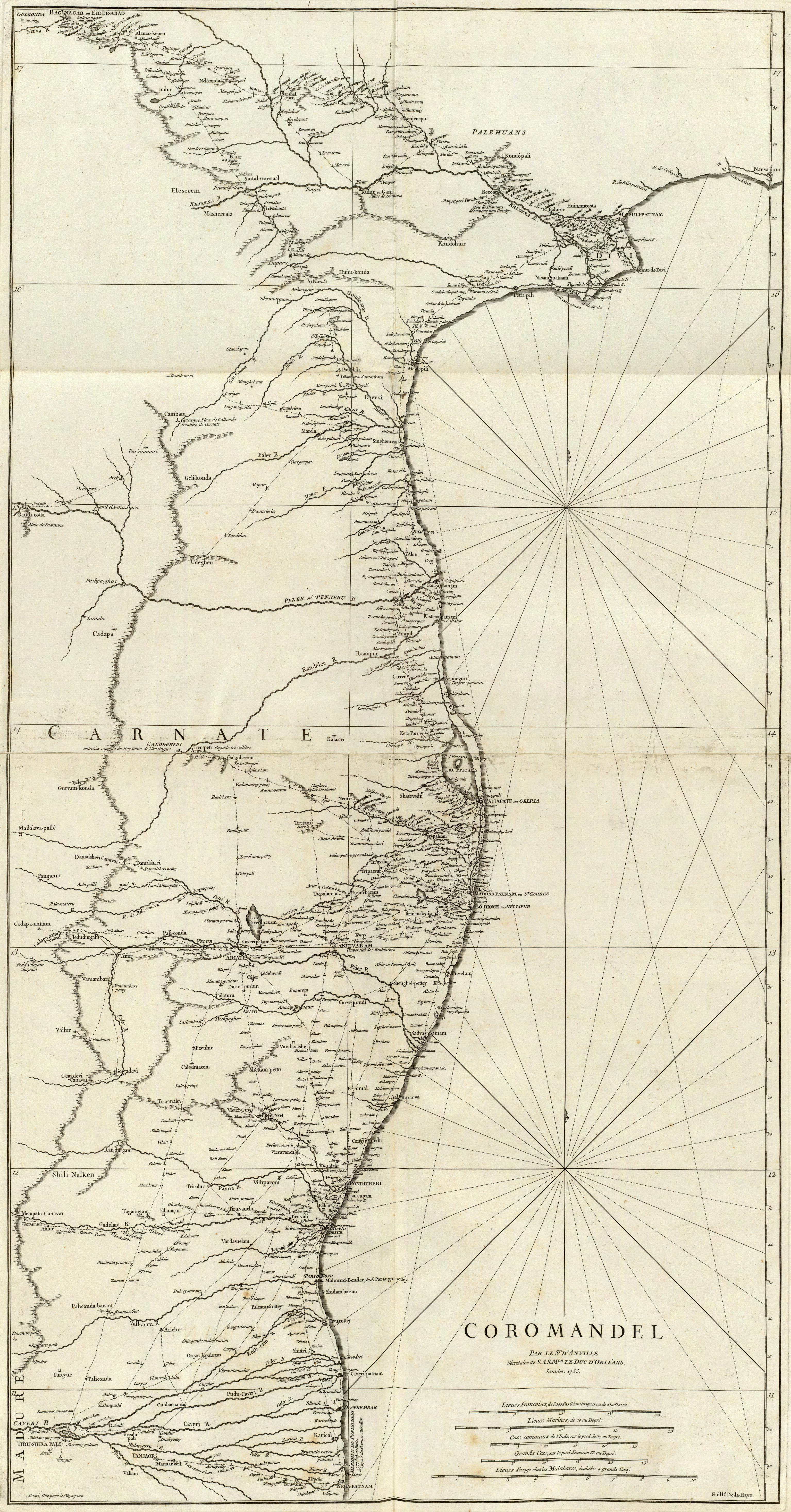
Французька карта берега 1753 року.

Коромандельський берег (англ. Coromandel Coast, гінді कोरोमंडल तट) — східне узбережжя півострова Індостан на південь від дельти річки Крішна до мису Коморин. Узбережжя омивається Бенгальською затокою Індійського океану, має довжину близько 700 км і завширшки 80-100 км. Являє собою смугу горбистих рівнин, на заході переходять у Східні Гати.
Уздовж узбережжя розташовані великі піщані пляжі і коси. Узбережжя невисоке, порізане дельтами декількох великих річок, у тому числі Кавері, Палар, Пеннер і Крішна, які утворюють дельти площею до 10 тис. км². Річки зароджуються на плато Декан і, стікаючи з Східних Гат, утворюють родючі алювіальні рівнини.
В даний час Коромандельське узбережжя розташоване на території штатів Андхра-Прадеш і Тамілнад, а також на союзній території Пудучеррі. На узбережжі розташовані великі портові міста — Ченнаї (Мадрас), Куддалор, Транкебар (Тарангамбаді), Нагапатнам та інші.
Коромандельське узбережжя є важливим сільськогосподарським районом Індії, серед культивованих культур — рис, кокосова пальма.

## Етимологія назви
Існує кілька варіантів походження назви: від там. Chola Mandalam — район стародавньої держави Чола або від там. Karai Mandalam — «прибережний район». Однак найвірогідніша версія походження назви — від слів «Kara-mandala», що на санскриті означає «земля, яка отримує промені сонця».

## Клімат, флора і фауна
Коромандельське узбережжя потрапляє в дощову тінь Західних Гат і отримує набагато менше опадів, ніж решта Індії в період літніх південно-західних мусонів. Середня кількість опадів становить 800 мм/рік, велика частина яких випадає з жовтня по грудень. Топографія Бенгальської затоки сприяє утворенню північно-західних мусонів, які призводять до появи циклонів і тропічних циклонів замість рівномірних опадів, в результаті чого кожен рік з жовтня по січень узбережжі знаходиться під ударами стихії.
Вздовж узбережжя розташована неширока смуга лісу, яка виділяється в окремих екорегіонів сухих вічнозелених лісів. На відміну від інших тропічних сухих лісів, ліси Східного Декану зберігають листя цілий рік. На Коромандельскому узбережжі також розташовані великі мангрові зарості, що заповнюють дельти річок і низинні області узбережжя. Крім того, тут розташовані озера Пулікат і Калівелі, на яких живуть тисячі перелітних і місцевих птахів.

## Історія
Наприкінці 1530 років на коромандельскому узбережжі розташовувалося три португальських поселення — Нагапаттінам, Сао-Томе-де-Меліапор і Пулікат. Пізніше, в XVII і XVIII століттях за узбережжя билися європейські держави з метою отримання контролю над торгівлею з Індією. Війна закінчилася перемогою Великої Британії, хоча Франція зберігала контроль над невеликими анклавами у Пудучеррі до 1954 року. Велика частина китайського експорту в XVII столітті проходила через коромандельські порти.
Землетрус в Індійському океані, що відбулися 26 грудня 2004 року біля західного берега острова Суматра, викликав цунамі, яке, обрушившись на Коромандельське узбережжя, забрало багато життів і завдало значної шкоди.